# DN2R
De DN2R (Drum Național 2R of Nationale weg 2R) is een weg in Roemenië. Hij loopt van Jitia via Vintileasca naar Neculele. De weg is 11 kilometer lang.